# 埼玉県指定文化財一覧
埼玉県指定文化財一覧（さいたまけんしていぶんかざいいちらん）は埼玉県指定の文化財や史跡等を一覧形式でまとめたものであるが、全てを掲載しているわけではない。国指定のものは登録有形文化財一覧を参照。

## 有形文化財

### 建造物
（2020年3月現在56件）
- 安楽寺三重塔（吉見町）
- 秩父神社社殿 付天正20年の棟札 神輿（秩父市）
- 三芳野神社社殿及び社蛭子社・大黒社　付明暦2年の棟札（川越市）
- 喜多院の番所（川越市）
- 花蔵院の四脚門（春日部市）
- 鶴ヶ丸八幡神社本殿 付 棟（川口市）
- 氷川神社本殿（川越市）
- 八坂神社社殿（川越市）
- 香取神社（春日部市）
- 長光寺惣門（飯能市）
- 三峯神社 本殿（秩父市）
- 川越城本丸御殿及家老詰所（川越市）
- 喜多院慈恵堂（川越市）
- 喜多院多宝塔（川越市）
- 競進社模範蚕室（本庄市）
- 内谷氷川神社本殿（さいたま市南区）
- 旧本庄警察署（本庄市）
- 西福寺三重塔（川口市）
- 平林寺惣門　山門　仏殿　中門（新座市）
- 桶川宿本陣遺構（桶川市）
- 大牧氷川女体神社本殿（さいたま市緑区）
- 箭弓稲荷神社社殿　付棟札（東松山市）
- 高麗神社（日高市）
- 日本赤十字社埼玉県支部旧社屋（嵐山町）
- 本太氷川神社旧本殿（さいたま市浦和区）
- 諸井家住宅（本庄市）
- 旧秩父橋（秩父市） 付 初代秩父橋橋脚二基及び親柱二本
- 名栗川橋（飯能市）
- 甚左衛門堰（草加市）
- 清風亭（深谷市）
- 氷川女体神社社殿（さいたま市緑区）
- 八宮神社社殿及び青麻三光宮本殿（小川町）
- 横瀬神社本殿及び拝殿（深谷市）
- 五ヶ門樋（春日部市）
- 諏訪神社（熊谷市）
- 成就院三重塔（行田市）
- めがね橋（旧倉松落大口逆除） 付 倉松落大口逆除之碑（春日部市）
- 中山神社旧本殿

### 絵画
（2016年3月現在39件）
- 鷹絵額（川越市）※仙波東照宮に所在
- 伝・武田信玄・陽雲院夫妻画像 狩野元俊筆（上里町）
- 玉蔵院 絹本着色足利政氏像（さいたま市浦和区）
- 埼玉県立近代美術館 絹本着色長江晴楼図 橋本雅邦筆（さいたま市浦和区）
- 氷川神社行幸絵巻 付 原本　下絵（さいたま市大宮区）

### 彫刻
（2016年3月現在57件）
- 菊水寺聖観音像（秩父市）
- 木造天海僧正坐像（川越市）※喜多院に所在
- 木造阿弥陀如来立像 (秩父市 惣円寺)

### 工芸品
（2016年3月現在50件）
- 聖天院応仁鰐口（日高市）
- 氷川女体神社神輿（さいたま市緑区）
- 藤枝太郎英義作刀（県立歴史と民俗の博物館）

### 書跡・典籍・古文書
（2016年3月現在46件）
- 天海関係文書　付紙本着色天海画像（川越市）※喜多院が所有
- 光西寺松井家文書（川越市）
- 埼玉県行政文書（埼玉県立文書館）
- 栗橋関所日記及び関係資料（久喜市）

### 考古資料
（2016年3月現在69件）
- 笑う埴輪（長瀞町）
- 鋳銅経筒（嵐山町)
- 丸木舟（川越市立博物館）
- 嘉禄三年銘板石塔婆（熊谷市）
- 板石塔婆（蓮田市）※通称「寅子石」
- 馬場小室山遺跡出土土偶（さいたま市立浦和博物館）
- 黒浜貝塚群出土品（蓮田市）

### 歴史資料
（2010年3月現在13件）
- 本太氷川神社行幸宮殿付木鉾案（さいたま市大宮区）
- 徳川将軍献上太刀（川越市）※喜多院が所有
- 塙保己一遺品及び関係資料（本庄市）

## 無形文化財
（2010年3月現在3件）
- 長板中型（吉川市、八潮市、三郷市）
- 武州藍染技術（羽生市）
- 江戸木目込人形（さいたま市岩槻区）

## 民俗文化財

### 有形民俗文化財
（2016年3月現在25件）
- 秩父札所四番石仏群（秩父市）
- 川越氷川祭山車（川越市）
- 上中尾の猪垣（秩父市）
- 田子山富士塚（志木市）
- 細川紙紙すき家屋（東秩父村）
- 合角ダム水没地域の民俗資料（小鹿野町）

### 無形民俗文化財

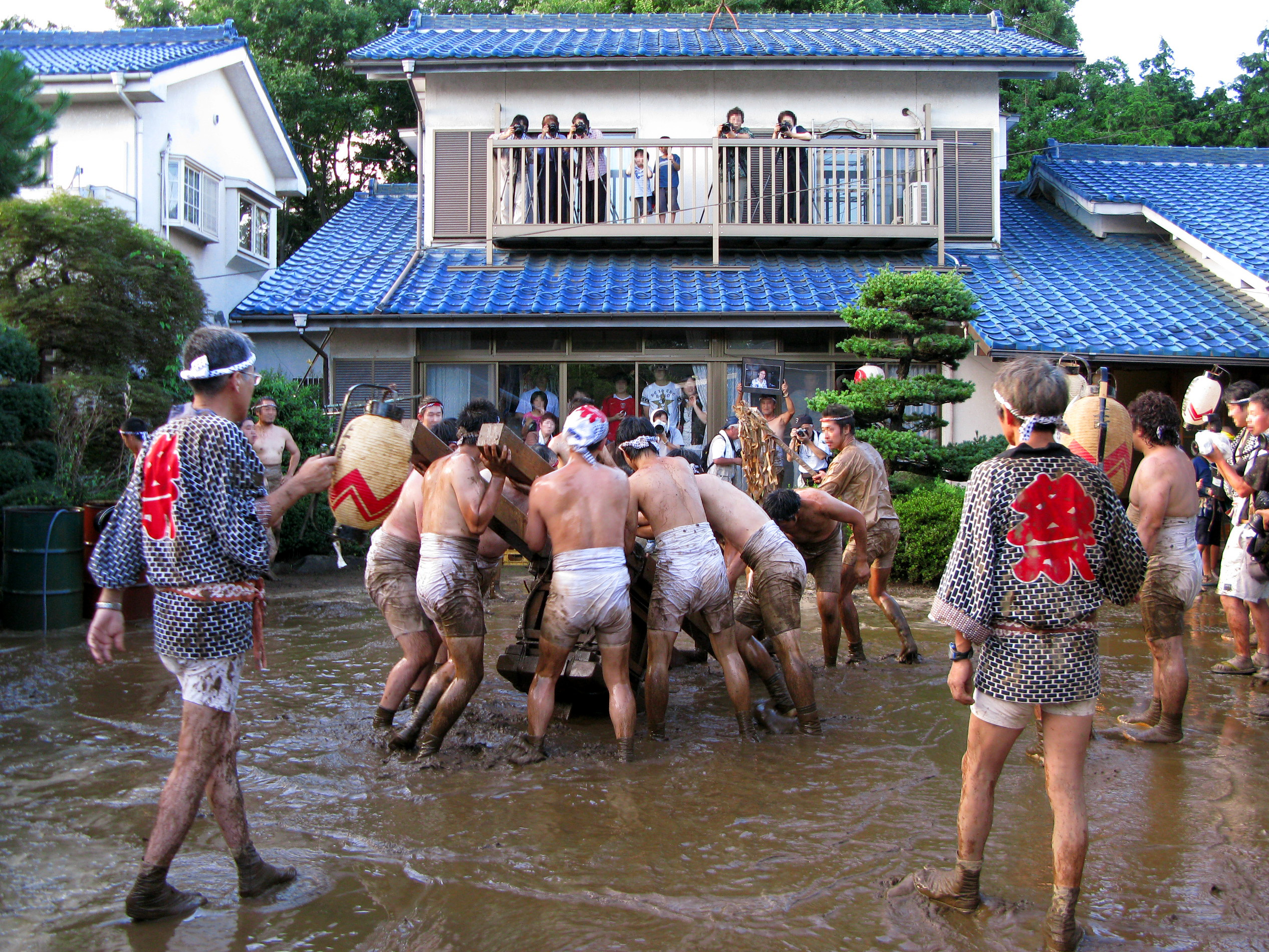
平方祇園祭のどろいんきょ

（2016年3月現在50件）
- 閏戸の式三番（蓮田市）
- 横瀬の人形芝居（横瀬町）
- 川越祭りばやし（川越市）
- やったり踊り（春日部市）
- 小鹿野の歌舞伎芝居（小鹿野町）
- 下名栗の獅子舞（飯能市）
- 駒衣の伊勢音頭（美里町）
- 大瀬の獅子舞（八潮市）
- 下間久里の獅子舞（越谷市）
- 平方祇園祭のどろいんきょ行事（上尾市）
- 貴布祢神社神楽（秩父市）

### 選択無形民俗文化財
（2016年3月現在30件）
- 猪俣の百八燈  （美里町）
- 脚折の雨乞い（鶴ヶ島市）
- 八潮市のオビシャ（八潮市）
- 吉川市のオビシャ（吉川市）
- 河原沢のオヒナゲエ（小鹿野町）

## 記念物

### 史跡
（2016年3月現在106件）
- 綾瀬貝塚（蓮田市）
- 伊奈忠次墓（鴻巣市）※勝願寺に所在
- 新郷貝塚（川口市）
- 栄光院貝塚（松伏町）
- 源義賢墓（嵐山町）
- 中山信吉墓（飯能市）※智観寺に所在
- 小貝戸貝塚（伊奈町）
- 畠山重忠墓（深谷市）
- 岡部六弥太墓（深谷市）※普済寺に所在
- 黒岩横穴墓群（吉見町）
- 滝の城跡（所沢市）
- 川越城跡（川越市）
- 岩槻城跡（さいたま市岩槻区）

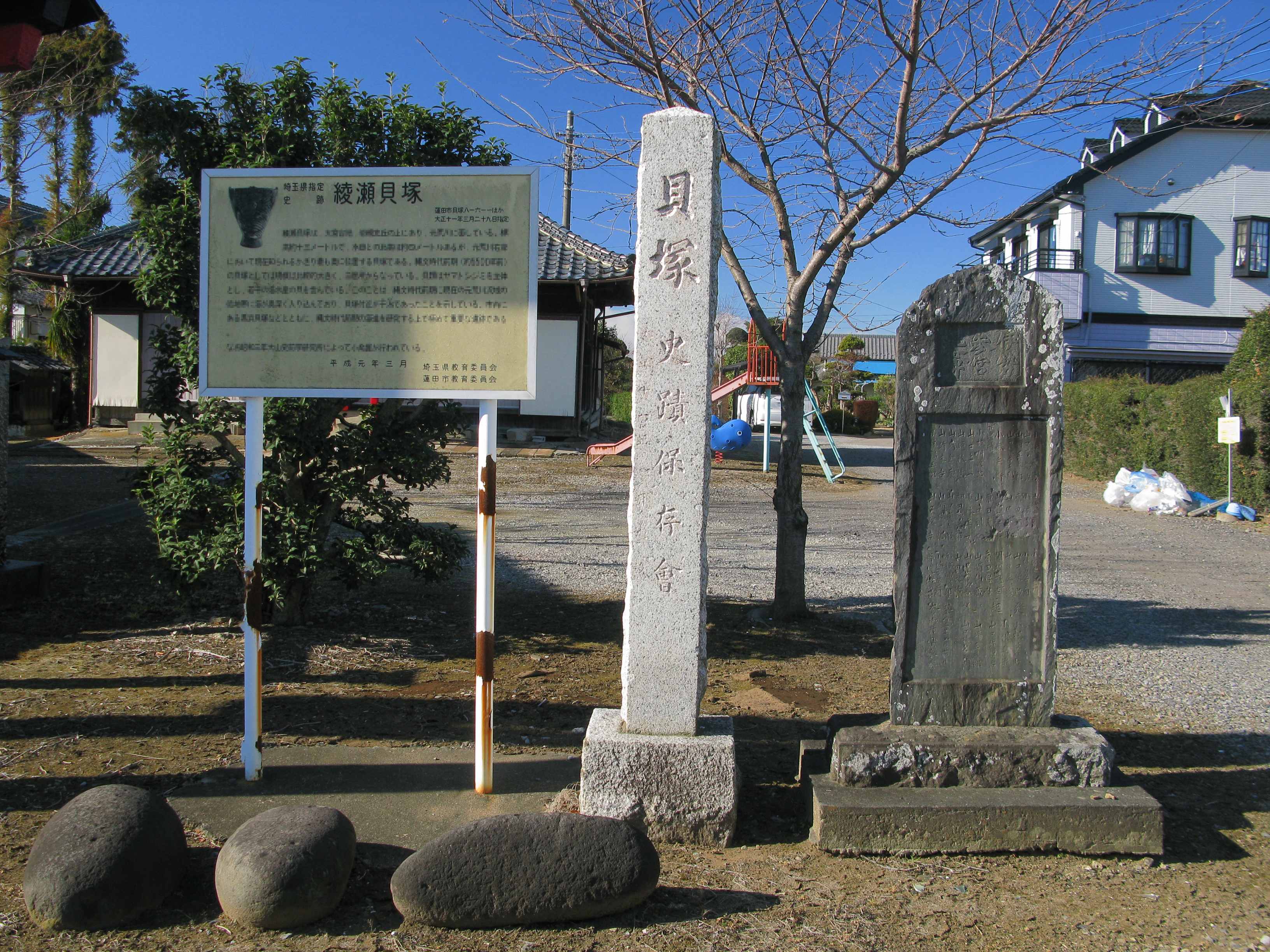
綾瀬貝塚

- 足利政氏館跡及び墓（久喜市）※甘楽院に所在
- 藤田康邦墓　付婦人西福御前墓（寄居町）※正竜寺に所在
- 北条氏邦墓　付婦人大福御前墓（寄居町）※正竜寺に所在
- 末野窯跡　（寄居町）
- 日光御成街道一里塚（さいたま市岩槻区）※日光御成街道、日本橋から10里目に所在
  - 一里塚（白岡市）※日光御成街道、日本橋から11里目に所在
  - 一里塚（杉戸町）※日光御成街道、日本橋から12里目に所在
- 一里塚（鴻巣市）※中山道、日本橋から11里目に所在
- 一里塚（行田市）※日光脇往還、日本橋から15里目に所在
- 広見寺石経蔵（秩父市）
- 寛保治水碑（久喜市）※鷲宮神社に所在
- 上田朝直墓（東秩父村）※浄蓮寺に所在
- 正法寺六面幢（東松山市）
- 金剛院宝篋印塔（吉見町）
- 天王山塚古墳（久喜市）
- 山根六角塔（毛呂山町）
- 大島有隣遺跡（杉戸町）
- 石灰焼場跡（飯能市）
- 観音窟石龕（杉戸町）
- 足利持氏、同春王、同安王供養塔（加須市）※竜興寺に所在
- 伊奈氏屋敷跡（伊奈町）
- 人見館跡（深谷市）
- 馬室埴輪窯跡（鴻巣市）
- 大蔵館跡（嵐山町）
- 幸春院六地蔵塔（神川町）
- 青鳥城跡（東松山市）
- 鷲窟磨崖仏（小鹿野町）
- 寛保洪水位磨崖標（長瀞町）
- 帰依仏塔（松伏町）※光厳寺に所在
- 別府氏墓（熊谷市）
- 上田朝直建立青石塔婆（東松山市）※妙賢寺に所在
- 竜興寺青石塔婆（加須市）
- 龍派禅珠墓（川口市）※長徳寺に所在
- 旧北根代官所（深谷市）
- 雉岡城跡（児玉町）
- 幸手義賑窮餓之碑（幸手市）※正福寺に所在
- 岩槻藩遷喬館（さいたま市岩槻区）
- 大達原高札場（秩父市）
- 本橋渓水筆塚（飯能市）
- 別府城跡（熊谷市）
- 伝源経基館跡（鴻巣市）
- 根古屋城跡（所沢市）
- 甲源一刀流逸見氏練武道場（小鹿野町）
- 八幡山古墳石室（行田市）
- 野火止用水（新座市）
- 七曲井（狭山市）
- 赤沼古代瓦窯跡（鳩山町）
- 十条条里遺跡（美里町）
- 中条氏館跡（熊谷市）※常光院に所在
- 暦応の古碑（川越市）※喜多院に所在
- 桜ヶ丘組石遺跡（深谷市）
- 松平伊豆守信綱夫妻の墓（新座市）※平林寺に所在
- 弥生式住居跡及び復原家屋付　出土品（さいたま市大宮区）※県立歴史と民俗の博物館に所在
- 方墳大塚古墳（さいたま市西区）
- 円墳大塚古墳（皆野町）
- 雷電塚古墳（坂戸市）
- 穴八幡古墳（小川町）
- 石田堤（行田市・鴻巣市）
- 多武峯瓦塔遺跡付　出土瓦塔片一括（ときがわ町）
- 延慶の青石塔婆（秩父市）※光正寺に所在
- 南无仏塔（吉川市）※清浄寺に所在
- 西念法師塔（吉川市）※清浄寺に所在
- 塩古墳群（熊谷市）
- 野本将軍塚古墳（東松山市）
- 地蔵塚古墳（行田市）
- 若宮八幡古墳（東松山市）
- 大門宿本陣表門（さいたま市緑区）
- 熊野神社古墳（桶川市）
- 大田の高札場（秩父市）
- 門平高札場（皆野町）
- 鹿島古墳群（深谷市）
- 真名板高山古墳（行田市）
- 長坂聖天塚古墳（美里町）
- 飯塚・招木古墳群（秩父市）
- 金崎古墳群（皆野町）
- 蒲生の一里塚（越谷市）
- とうかん山古墳（熊谷市）
- 甲山古墳（熊谷市）
- 天神山横穴墓群（滑川町）
- 中宿古代倉庫群跡（深谷市）
- 腰越城跡（小川町）
- 神庭洞窟（秩父市）
- 柊塚古墳（朝霞市）
- 鷺山古墳（本庄市）
- 権現山古墳群（ふじみ野市）
- 馬場小室山遺跡（さいたま市）

### 名勝
（2016年1月現在7件）
- 越生梅林（越生町）
- 玉淀（寄居町）
- 天覧山の勝（飯能市）
- 中津峡（秩父市）
- 平林寺林泉境内（新座市）
- 物見山岩殿山観音の勝（東松山市）
- 外秩父丸山の眺望（横瀬町）

### 天然記念物
（2016年1月現在89件）
- 上谷の大楠（越生町）
- 勘兵衛マツ（羽生市）
- 脚折のケヤキ（鶴ヶ島市）
- 並木の大クス（川越市）
- 橋立鍾乳洞（秩父市）
- 妙行寺のモクコク（さいたま市）
- 弁天塚モクコク（加須市）

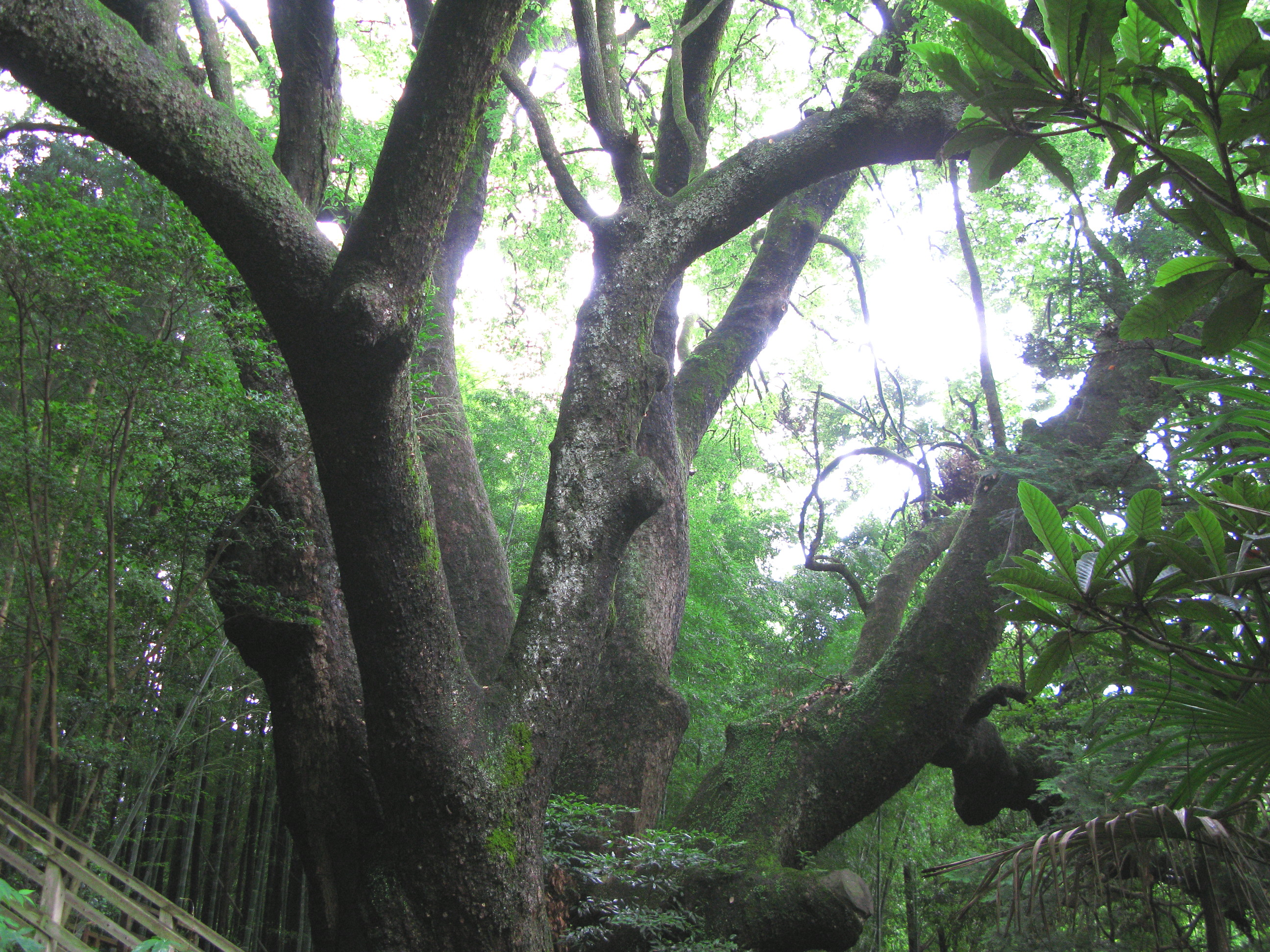
上谷の大楠

- ミミカキグサとモウセンゴケの自生地（寄居町）
- ゴヨウツツジ自生地（寄居町）
- 加須の浮野とその植物（加須市）
- 元荒川ムサシトミヨ生息地（熊谷市）
- 中川低地の河畔砂丘群志多見砂丘、浜川戸砂丘、西大輪砂丘（加須市、春日部市、久喜市）

### 旧跡
（2016年1月現在80件）
- 小谷場貝塚（川口市）
- 秩父氏館跡（秩父市）
- 赤山城跡（川口市）
- 蕨城跡（蕨市）
- 見性院の墓（さいたま市緑区）※清泰寺に所在
- 権田直助生地（毛呂山町）
- 堀兼の井（狭山市）
- 太田道真退隠地（越生町）
- 難波田氏館跡（富士見市）
- 苦林野古戦場（毛呂山町）
- 仙覚律師遺跡（小川町）
- 和銅遺跡「和銅採掘遺跡」（秩父市）
- 岡登景能生地（本庄市）
- さらし井（美里町）
- 深谷城跡（深谷市）
- 小埼沼（行田市）
- 栗橋関跡（久喜市）
- 小島庄右衛門の墓（春日部市）※小流寺に所在
- 女影ヶ原古戦場（日高市）
- 小手指ヶ原古戦場（所沢市）
- 阿久原牧跡（神川町）
- 川俣関所跡（羽生市）
- 秩父道志るべ（熊谷市）
- 三峰施宿供養塔（秩父市）
- 小谷三志居宅（鳩ヶ谷市）
- 高島秋帆幽囚地（深谷市）
- 吉田市右衛門墓（熊谷市）※集福寺に所在
- 秩父絹発祥地　城谷沢の井（横瀬町）
- 太田資康詩歌会跡（嵐山町）
- 根岸友山墓（熊谷市）
- 奥貫友山墓（川越市）
- 斎藤義彦墓（小鹿野町）
- 伝箕田館跡（鴻巣市）
- 伝大伴真足女遺跡（美里町）
- 福島東雄墓（鴻巣市）※勝願寺に所在
- 神道無念流戸賀崎氏練武遺跡（久喜市）
- 防人藤原部等母麿遺跡（行田市）※八幡山古墳公園に所在
- 万葉遺跡　古河渡（加須市）
- 万葉遺跡　占肩の鹿貝塚（川越市）
- 諏訪神社奉祀遺跡（小川町）
- 万葉遺跡　葛飾早稲産地（三郷市）
- 万葉遺跡　浅羽野（坂戸市）
- 田代三喜生地（越生町）
- 渋江鋳金遺跡（さいたま市岩槻区）
- 森玄黄斎墓（小鹿野町）
- 奥原晴湖墓（熊谷市）※竜渕寺に所在
- 中島孝昌墓（川越市）※広済寺に所在
- 横田柳几墓（鴻巣市）※勝願寺に所在
- 高山繁文墓（川越市）※本応寺に所在
- 伝緑野寺旧跡（神川町）
- 梵語学者盛典墓（桶川市）※知足院に所在
- 伝山吹の里（越生町）
- 元杢綱夫妻の墓（嵐山町）
- 寿能城跡（さいたま市大宮区）
- 三富開拓地割遺跡（所沢市・三芳町）
- 範頼館跡（吉見町）
- 普寛行者生地（秩父市）
- 旧利根川堰堤跡（加須市）
- 井上如常墓（秩父市）
- 金窪館跡（上里町）
- 山口城跡（所沢市）
- 飯倉御厨跡（本庄市）
- 影森用水（秩父市）
- 中山家範館跡（飯能市）
- 黒川丹波守正直墓（坂戸市）※大智寺に所在
- 加賀爪氏累代墓（東松山市）※高済寺に所在
- 畑時能供養祠（上里町）※陽雲寺に所在
- 猪俣小平六墓（美里町）※高台院に所在
- 荘小太郎頼家墓（本庄市）※宥勝寺に所在
- 榛沢六郎供養塔（深谷市）
- 平田篤胤仮寓跡（越谷市）
- 川俣締切跡（羽生市）
- 安行苗木開発の祖吉田権之丞の墓（川口市）※金剛寺に所在
- 忍城跡（行田市）
- 忍領石標（熊谷市）
- 上杉憲英墓（深谷市）※国済寺に所在
- 青石石材採掘遺跡（長瀞町）
- 日下部博貞墓（寄居町）※吉定寺に所在
- 江ヶ崎城跡（蓮田市）
- 渋沢栄一生地（深谷市）

## その他

### 県選定重要遺跡
（2023年4月現在161件）
- 大久保古墳群（さいたま市桜区）
- 側ヶ谷戸貝塚（さいたま市大宮区）
- 側ヶ谷戸古墳群（さいたま市大宮区）
- 五味貝戸貝塚（さいたま市西区）
- 大和田陣屋跡（さいたま市見沼区）
- 永田陣屋跡（さいたま市西区）
- 膝子遺跡（さいたま市見沼区）
- 黒谷貝塚（さいたま市岩槻区）
- 桜山貝塚（さいたま市岩槻区）
- 柏崎貝塚（さいたま市岩槻区）
- 裏慈恩寺南遺跡（さいたま市岩槻区）
- 前野貝塚（川口市）
- 猿貝山貝塚（川口市）
- 江戸袋貝塚（川口市）
- 宮合遺跡（川口市）
- 鍛冶谷・新田口遺跡（戸田市）
- 岡の城山（朝霞市）
- 市場坂遺跡（新座市）
- 嵯峨山遺跡（新座市）
- 原山古墳群（桶川市）
- 三ッ木城跡（桶川市）
- 石戸城跡（北本市）
- 八重塚古墳群（北本市）
- 宮前遺跡（鴻巣市）
- 三嶋神社古墳（鴻巣市）
- 平方西貝塚（上尾市）
- 畔吉遺跡（上尾市）
- 大山遺跡（伊奈町）
- 牛塚古墳（川越市）
- 南大塚古墳群（川越市）
- 大堀山（川越市）
- 砂川遺跡（所沢市）
- 北秋津横穴墓群（所沢市）
- 滝の城横穴群（所沢市）
- 小岩井渡場遺跡（飯能市）
- 城山砦跡（狭山市）
- 宮地遺跡（狭山市）
- 東八木窯跡群（狭山市）
- 坂東山遺跡（入間市）
- 東金子窯跡群（入間市）
- 田波目城跡（坂戸市）
- 勝呂廃寺跡（坂戸市）
- 斎藤氏館跡（毛呂山町）
- 毛呂氏館跡（毛呂山町）
- 竜ヶ谷城跡（毛呂山町）
- 高岡窯跡群（毛呂山町）
- 大寺廃寺跡（毛呂山町・日高市）
- 古凍柏崎古墳群（東松山市）
- 番清水遺跡（東松山市）
- 五領遺跡（東松山市）
- 比丘尼山横穴墓群（東松山市）
- 大谷窯跡群（東松山市）
- 諏訪山古墳群（東松山市）
- 旧正法寺跡（東松山市）
- 小代氏館跡（東松山市）
- 野本氏館跡（東松山市）
- 高坂館跡（東松山市）
- 岩鼻遺跡（東松山市）
- 古凍遺跡（東松山市）
- 行人塚古墳群（東松山市）
- 青山城跡（小川町）
- 高見城跡（小川町）
- 古里古墳群（嵐山町）
- 将軍沢窯跡群（嵐山町）
- 旧平沢寺跡（嵐山町）
- 月輪古墳群（嵐山町・滑川町）
- 山田城跡（滑川町）
- 羽尾城跡（滑川町）
- 稲荷塚古墳群（川島町）
- 茶臼山古墳（吉見町）
- 山の根古墳（吉見町）
- 和名埴輪窯跡群（吉見町）
- 鳩山窯跡群（鳩山町）
- 十郎横穴群（鳩山町）
- 興長寺跡（鳩山町）
- 旧慈光寺跡（ときがわ町）
- 大野原古墳群（秩父市）
- 狐塚古墳（秩父市）
- 橋立岩陰遺跡（秩父市）
- 諏訪城跡（秩父市）
- 永田城跡（秩父市）
- 葉山遺跡（秩父市）
- 太田条里遺跡（秩父市）
- 彦久保岩陰遺跡（秩父市）
- 太田部古墳群（秩父市）
- 熊倉城跡（秩父市）
- 日尾城跡（小鹿野町）
- 塩沢城跡（小鹿野町）
- 勝負沢岩陰遺跡（皆野町）
- 駒形遺跡（皆野町）
- 竜ヶ谷城跡（皆野町）
- 西富田遺跡（本庄市）
- 宥勝寺裏埴輪窯跡（本庄市）
- 大久保山古墳群（本庄市）
- 大久保山寺院跡（本庄市）
- 長沖古墳群（本庄市）
- 秋山古墳群（本庄市）
- 生野山古墳群（本庄市・美里町）
- 旭・小島古墳群（本庄市・上里町）
- 帯刀古墳群（上里町）
- 五明廃寺跡（上里町）
- 羽黒山古墳群（美里町）
- 駒衣廃寺跡（美里町）
- 塚本山古墳群（美里町）
- 諏訪山古墳群（美里町）
- 普門寺古墳群（美里町）
- 広木大町古墳群（美里町）
- 青柳古墳群（神川町）
- 池田遺跡（神川町）
- 白石古墳群（神川町）
- 横塚山古墳（熊谷市）
- 三ヶ尻遺跡（熊谷市）
- 西別府祭祀遺跡（熊谷市）
- 瀬戸山古墳群（熊谷市）
- 宮塚古墳群（熊谷市）
- 飯塚遺跡（熊谷市）
- 権現坂埴輪窯跡（熊谷市）
- 高根横穴墓群（熊谷市）
- 野原古墳群（熊谷市）
- 庁鼻和城跡（深谷市）
- 上敷免遺跡（深谷市）
- 木の本古墳群（深谷市）
- 寅稲荷古墳（深谷市）
- 西谷遺跡（深谷市）
- 四十坂遺跡（深谷市）
- 狢山祭祀遺跡（深谷市）
- 橋屋遺跡（深谷市）
- 黒田古墳群（深谷市）
- 畠山館跡（深谷市）
- 本田城跡（深谷市）
- 大内金兵衛陣屋敷跡（寄居町）
- 花園城跡（寄居町）
- 用土平遺跡（寄居町）
- 赤浜遺跡（寄居町）
- 末野窯跡群（寄居町）
- 馬騎の内廃寺跡（寄居町）
- 虚空蔵山古墳（行田市）
- 旧盛徳寺跡（行田市）
- 小針遺跡（行田市）
- 水深遺跡（加須市）
- 鶴ヶ塚古墳（加須市）
- 樋遣川古墳群（加須市）
- 毘沙門塚古墳（羽生市）
- 発戸遺跡（羽生市）
- 永明寺古墳（羽生市）
- 飯積遺跡（加須市）
- 花積貝塚（春日部市）
- 内牧古墳群（春日部市）
- 神明貝塚(春日部市）
- 塚崎遺跡（春日部市）
- 見田方遺跡（越谷市）
- 関山貝塚（蓮田市）
- 栢間古墳群（久喜市）
- 山崎遺跡（宮代町）
- 鷲宮神社境内遺跡（久喜市）
- 木津内貝塚（杉戸町）
- 目沼浅間古墳群（杉戸町）
- 山合遺跡（杉戸町）
- 木野川古墳群（杉戸町）
- 本郷貝塚（松伏町）